# OpenBD
openBD (オープン・ビー・ディ) は、「書誌情報・書影をだれでも自由に使える、高速なAPIを提供」することを目的としたプロジェクト。株式会社カーリルと版元ドットコムが共同運営している。なおBDは、book dataの略。

## 概要
2015年10月26日、版元ドットコムは書誌データ、書影を利用できるAPIを公開した。
2017年1月、版元ドットコムは株式会社カーリルと「openBD」という共同プロジェクトを開始し、書誌情報・書影のAPI提供サービスを始めた。1月23日にはこのopenBDついて、具体的に紹介するセミナーを開催した。同年4月には、千葉県野田市立図書館がopenBDを活用した資料情報提供を試験的に開始。